# Gouvernement Tshombe
Première République
Adoula Kimba
Le président Joseph Kasa-Vubu fait appel à Moïse Tshombe, malgré les réticences (sécession du Katanga, mort de Patrice Lumumba) et alors qu'il est en exil en Espagne, pour venir à bout de la rébellion Simba car il est en mesure de catalyser l'armée autour d'anciens gendarmes katangais, de mercenaires et de conseiller belges. Il bénéficiera aussi de l'appui d'une aviation gérée par la CIA.
Le gouvernement nommé le 10 juillet 1964 est extrêmement resserré mais assez ouvert concernant ses composantes même s'il ne fait pas appel à d'anciens ministres (Lubaya excepté).
Il renforce sa position en remportant avec la CONACO les élections de 1965.
Normalement le gouvernement aurait dû être en place jusqu'aux élections présidentielles conformément à la Constitution de Luluabourg mais Kasa-Vubu le débarquera pour tenter de le remplacer par le gouvernement Kimba notamment pour améliorer ses relations avec les autres pays africains.

## Composition

### Premier ministre
- Premier ministre, Affaires étrangères, Information, Plan et Coordination, Travail, Postes et Télécommunications : Moïse Tshombe (CONACO, ex-CONAKAT)

### Ministres
- Intérieur et Fonction publique : Godefroid Munongo (CONAKAT)
- Finances : Dominique Ndinga (Abako)
- Justice : Léon Mamboleo (CDA)
- Agriculture : Albert Kalonji (Radéco)
- Économie : Jean Ebosiri (CDA)
- Transports, Communications et Travaux Publics : Jules-Léon Kidicho (Front Commun-MNC-L)
- Éducation nationale : Frédéric Baloji (CDA)
- Mines, Terres et Énergie : Adolphe Kishwe (Front Commun-PRA)
- Jeunesse et Sports : Joseph Ndanu (PUNA)
- Santé : André Lubaya (CNL.-UD)